# Acquis communautaire
Acquis communautaire (с фр. — «достояние сообщества»), часто acquis — совокупность законов, правовых актов и судебных решений, составляющих основу права Европейского Союза с 1993 года

## Содержание
В ходе расширения Европейского союза менялось и расширялось содержание acquis. Ко времени пятого расширения ЕС концепция acquis была разбита на 31 главу:
1. Свобода перемещения товаров
2. Свобода перемещения людей
3. Свобода оказания услуг
4. Свобода перемещения капитала
5. Законодательство о компаниях
6. Политика в сфере конкуренции
7. Сельское хозяйство
8. Рыболовство
9. Транспортная политика
10. Налогообложение
11. Экономическая и монетарная политика
12. Статистика
13. Социальная политика и трудовые вопросы
14. Энергетика
15. Политика в сфере индустрии
16. Мелкое и среднее предпринимательство
17. Наука и исследования
18. Образование
19. Телекоммуникации и информационные технологии
20. Культура
21. Региональная политика и координация социальных инструментов
22. Окружающая среда
23. Защита прав потребителей и здоровья
24. Взаимодействие в сфере правосудия и внутренних дел
25. Таможенный союз
26. Внешние сношения
27. Общая внешняя политика и политика безопасности
28. Финансовый контроль
29. Финансовое и бюджетное регулирование
30. Институты
31. Прочие вопросы

Для переговоров с Хорватией (вступившей в 2013 году), Исландией, Турцией и Черногорией концепция acquis разделена уже на 35 глав.